# Aeroporto di Dušanbe
L'aeroporto di Dušanbe, anche noto con il nome commerciale di Dushanbe International Airport, (IATA: DYU, ICAO: UTDD) è un aeroporto tagico situato nella periferia Sud della città di Dušanbe, capoluogo dell'omonima provincia e capitale della Repubblica del Tagikistan.

## Dati tecnici
La struttura, posta all'altitudine di 785 m / 2575 ft sul livello del mare, è dotata di un unico terminal e di una sola pista d'atterraggio con fondo in asfalto, lunga 3 112 m e larga 45 m (10 170 x 147 ft) con orientamento 09/27.
L'aeroporto è anche dotato di una piazzola di 90 x 45 m per elicotteri fino a 12 tonnellate.